# Ferrol (Romblon)
Ferrol é um município de  sexta classe de renda municipal (d) na província Romblon, nas Filipinas. De acordo com o censo de 1 de maio  de  2020 possui uma população de 8 005 pessoas e 1 999 domicílios.